# Аршамбо I (граф Перигора)

Перигор на карте Франции

Аршамбо I (фр. Archambaud I de Périgord; ум. 1212) — граф Перигора в 1211—1212, виконт Риберака.
Младший сын Эли VI Перигорского и его жены Раймонды де Тюренн.
После смерти матери унаследовал виконтство Риберак. В 1210 или 1211 году умер его старший брат — Эли VII Талейран, и в двух документах, датированных 1211 и 1212 годами, Аршамбо I назван графом Перигора (возможно, был соправителем племянника — Аршамбо II).
Согласно исследованию L’Art de vérifier les dates des faits historiques, des chartes, des … в ноябре 1212 года Аршамбо I принёс оммаж королю Филиппу Августу. Во время обратного пути он заболел и вскоре после возвращения домой умер. Детей у него не было.
Возможно, что Аршамбо I и Аршамбо II — это одно и то же лицо, а именно — сын Эли VII Талейрана, родившийся около 1180 года и умерший в 1239 году.